# Dutilka šroubovitá
Dutilka šroubovitá (Pemphigus spyrothecae) je mšice poškozující listy sáním. Hmyz vytváří při sání na řapíku listu topolu hálku. Mšice se chová při obraně hálky sociálně a altruisticky.

## Zeměpisné rozšíření

### Výskyt v Česku
V roce 2001 byl hojný výskyt mšice zaznamenán mimo jiné na střední a jižní Moravě. Její početné hálky se vyskytovaly i v Brně, např. na topolech černých a topolech vlašských v břehovém a doprovodném porostu kolem řeky Svratky v Brně – Komíně a Brně – Jundrově a na topolech černých v sídlišti v Brně – Žabovřeskách.

## Popis
Okřídlené formy mají, podobně jako jiné druhy mšic, tmavou hlavu a hruď v důsledku silnější sklerotizace kutikuly na těchto tělních segmentech. Zadeček je žlutozelený a celý povrch těla je často pokryt bělavým voskovým poprachem. Mšice vytváří charakteristické spirálovitě stočené pravé hálky. Hálky dorůstají průměrné délky 15,4 mm a šířky 9,9 mm.

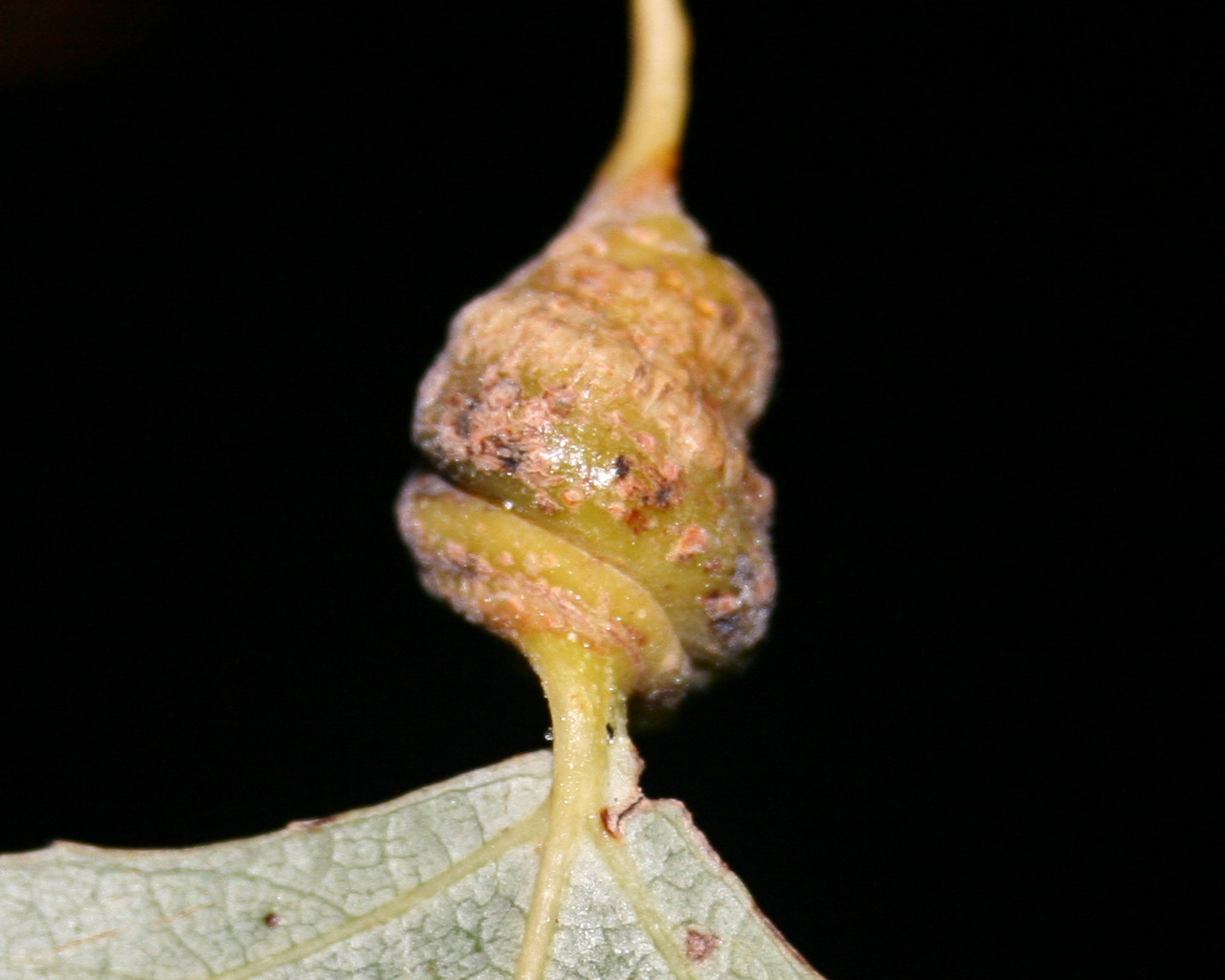
Hálka.

## Biologie
Hostitelem dutilky šrouborohé jsou topoly, obvykle topol černý, velmi často kultivar 'Italica'. Vyvíjí se výlučně na primárním hostiteli, na řapících listů. Po vylíhnutí způsobuje intenzivním sáním ohýbání a stáčení řapíku. Během roku se střídá jedna oboupohlavní (amfigonická) generace (sexuales) se třemi generacemi jednopohlavními neboli partenogenetickými. Vývoj všech generací (kromě sexuales a 1. instaru fundatrix) probíhá uvnitř hálek. Na začátku období tvorby křídlatých mšic (v srpnu) se šroubovité okraje 0,5–3 mm silných hálkových stěn od sebe obvykle poněkud rozestupují, čímž vznikají štěrbinovité nebo oválné výletové otvory. V poslední generaci probíhá páření a samičky pak kladou vajíčka do kůry stromu, která přezimují.
Většina hálek se vyskytuje ve spodních částech korun topolů.
Početné kolonie mšic produkují od poloviny července do poloviny září množství drobných bělavě šedých kapénkovitých výkalů o průměru 0,1–1 mm. Výletovými otvory jsou z hálek odstraňovány výkaly. V uzavřených hálkách se kapénky exkrementů hromadí a životní prostředí mšic se zhoršuje natolik, že mšice hynou následkem nákazy.

## Význam

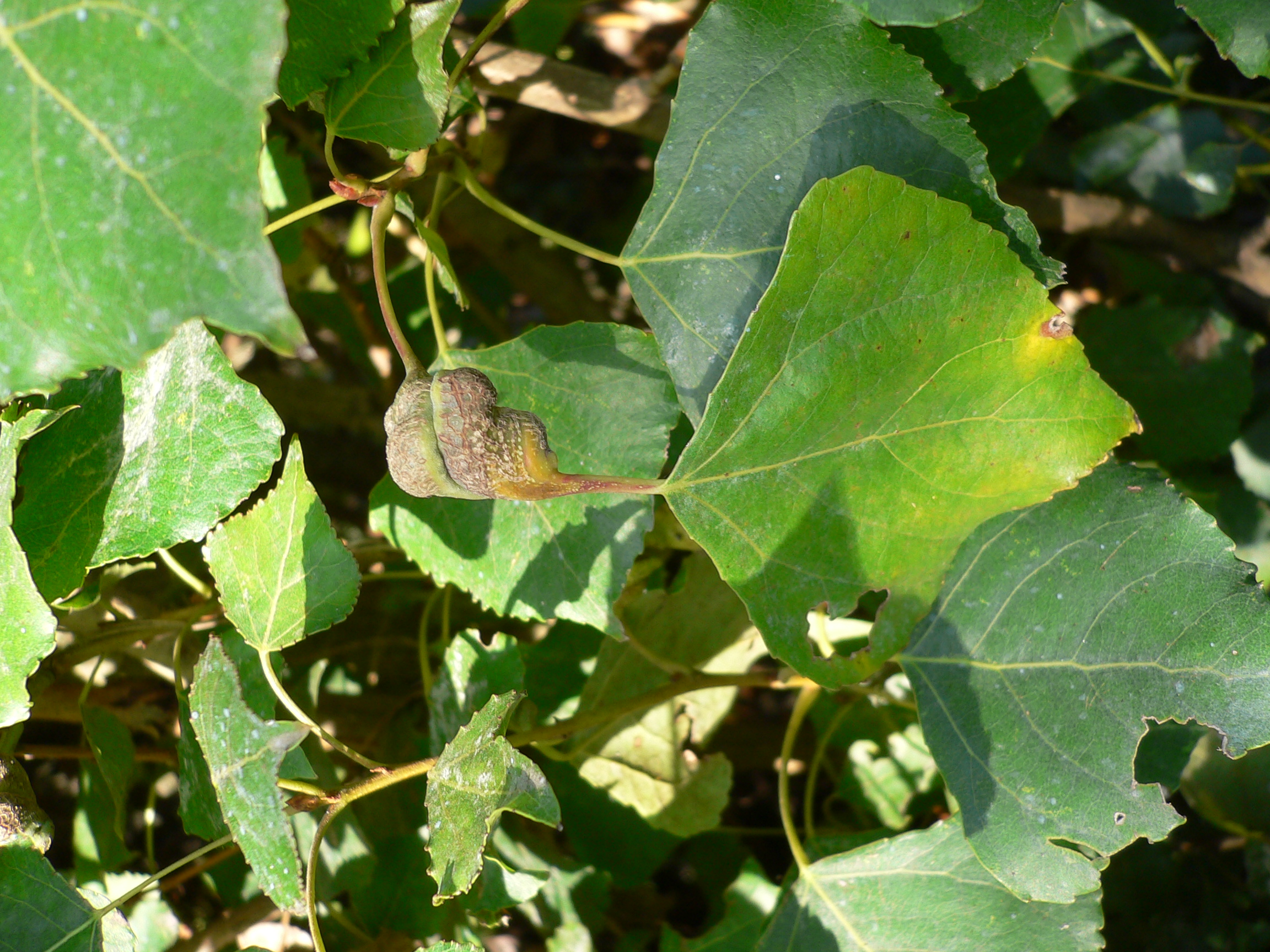
Hálka na listu.

Dutilka šroubovitá při přemnožení dřeviny fyziologicky oslabuje, čímž se snižují jejich přírůstky a odolnost vůči jiným škůdcům, chorobám a abiotickým škodlivým činitelům. Obvykle významné škody nepůsobí. Příznakem nákazy je tvorba spirálovitých hálek na řapících listů. Na jednom řapíku bývají jedna až tři hálky.
Čepele listů s hálkami odumírají zhruba o dva týdny dříve než čepele bez hálek. Zelená pletiva hálek částečně kompenzují výpadek asimilace vzniklý předčasným odumřením čepelí. Od poloviny srpna do konce září z hálek vypadávají kapičky medovice, které znečišťují napadené dřeviny a okolí.
Hálky dutilky šroubovité mohou být zaměněny za hálky jiných hálkotvorných mšic. Ochrana rostlin není potřebná.